# Syringa wolfii
Syringa wolfii är en syrenväxtart som beskrevs av Camillo Karl Schneider. Syringa wolfii ingår i släktet syrener, och familjen syrenväxter. Inga underarter finns listade i Catalogue of Life.

## Bildgalleri

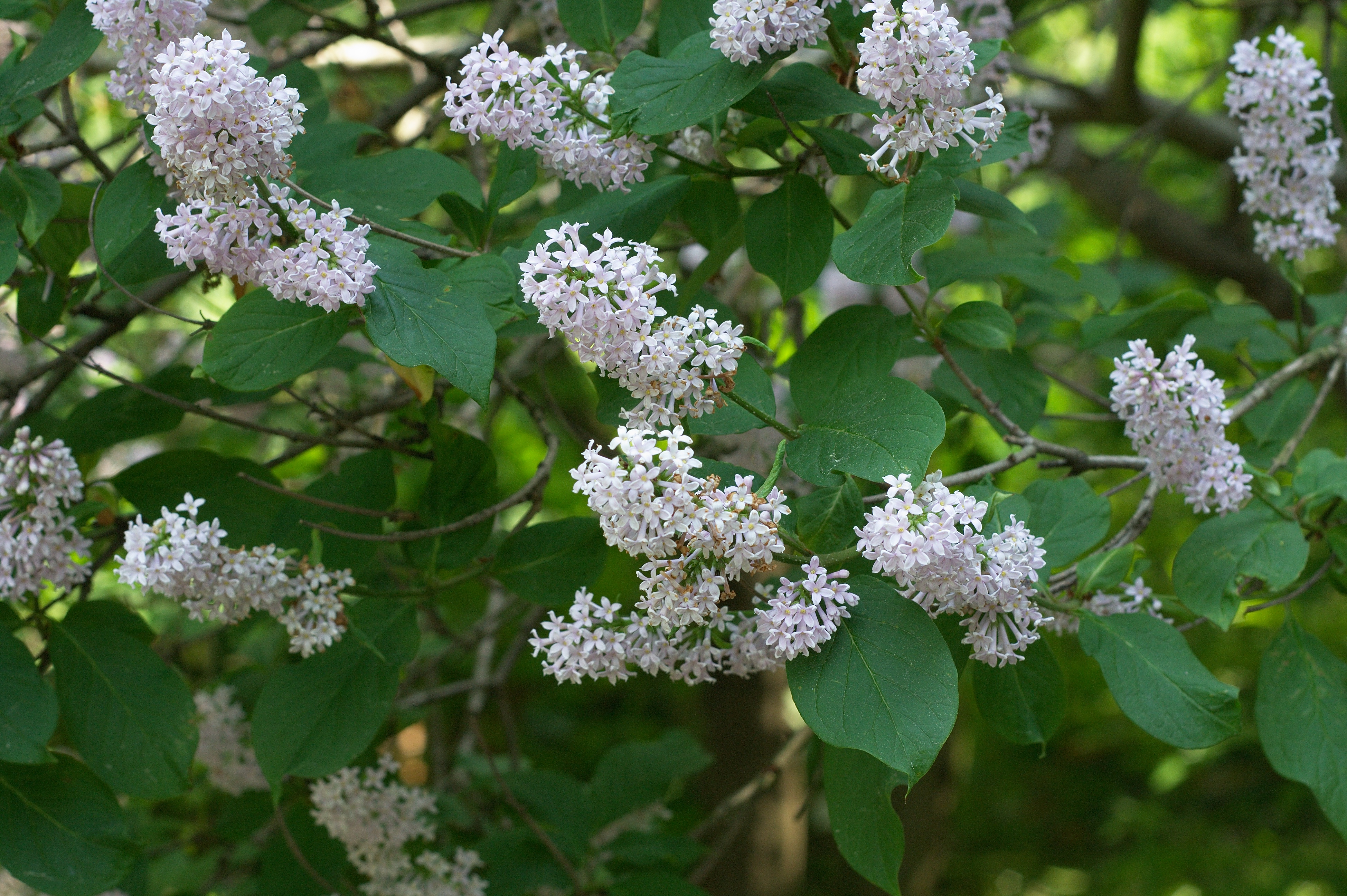